# Демшед
Демшед (мађ. Dömsöd) је насеље у централној Мађарској. Демшед је веће насеље у оквиру пештанске жупаније.

## Географија

### Локација
До насеља се може доћи друмом на аутопуту 51, возом на железничкој линији Будимпешта-Кунсентмиклош-Таш-Келебија, железничка станица Демшед је удаљена 6 km, поред Апаја. Његови суседи су Кишкунлачаза на северу, Апај на истоку, Таш на југу, Макад на другој страни Рацкеве-Дунав (једна од притока Дунава) и Сигетбече на северозападу. Село се на западу граничи са реком Рацкеве-Дунав, због чега је израсло у један од најважнијих купалишних и риболовачких раја у региону, а често га називају и „Градом скела“.

## Историја
Око села Демшед се чак и у најранијим временима производило одлично воће, одатле неки документи потичу и назив села Демшед. Думшуд се помиње у сертификатима, а према документу из 1271. године, Гумшуд (Gumschud ) би било исто што и реч воће. За време последњих краљева куће Арпад, место је билокраљичино власништво. Краљ Зигисмунд га је 1424. поклонио Борбали Цилеј за време владавине Јаноша Хуњадија. Такође је био у власништву дворјана Денеш Калмар Домшода. После смрти краља Матије 1492. године, породица Розгоњи је овде поседовала земљу. Народ села је много страдао за време турскоих освајања. После протеривања Турака, посед је био у власништву породице грофова Кохари, дали су га у залог породици Белезнај, а потом је било у власништву породице Подманички до револуције и рата за независност 1848-49.
Демшед је настао 1. јануара 1939. спајањем два села, Даб и Демшед. О Дабу постоје подаци од 1313. године, према којима се овде населила породица Даб.
До 1990. године техничка инфраструктура се у селу развијала у незнатној мери, да би се након тога убрзала. Током те последње деценије двадесетог века, насеље је снабдевено природним гасом, а изграђена је и међумесна телефонска мрежа. На граници села изграђена је регионална депонија чврстог отпада европског стандарда за комунални отпад 11 насеља, а такође је завршена и канализациона мрежа. Популација насеља прелази 6.400 људи, а овај број се током лета удвостручује због туризма.

## Становништво
Током пописа 2011. године 90,4% становника се изјаснило као Мађари, 4,8% као Роми, 0,3% као Немци и 0,2% као Румуни (9,5% се није изјаснило). 
Верска дистрибуција је била следећа: реформисани 35,2%, римокатолици 31,1%, лутерани 0,3%, гркокатолици 0,2%, неденоминациони 10,6% (20,9% се није изјаснило).